# قسم كناررودخانه الريفي (مقاطعة غلبايغان)
قسم كناررودخانه الريفي (بالفارسية: دهستان کناررودخانه) هي منطقة سكنية تقع في البلدة المركزية في إيران. يقدر عدد سكانها بـ 8,721 نسمة .